# Haspelschiedt
Haspelschiedt (deutsch Haspelscheid, lothringisch Haschbelschitt) ist eine französische Gemeinde mit 292 Einwohnern (Stand 1. Januar 2022) im Département Moselle in der Region Grand Est (bis 2015 Lothringen). Sie gehört zum Arrondissement Sarreguemines und zum Kanton Bitche.

## Geografie
Die Gemeinde Haspelschiedt liegt im äußersten Nordosten Lothringens, nahe der Grenze zum deutschen Bundesland Rheinland-Pfalz. Das Gemeindegebiet von Haspelschiedt ist Teil des Regionalen Naturparks Nordvogesen und des Biosphärenreservates Pfälzerwald-Nordvogesen.
Oberhalb von Haspelschiedt wurde der Schwarzbach aufgestaut. An diesem Stausee namens Haspelscheider Weiher bestehen Angel- und Campingmöglichkeiten. Die Südosthälfte des gut 2000 m langen Stauweihers ist Teil des militärischen Sperrgebietes Camp militaire de Bitche (Truppenübungsplatz Bitsch).

## Geschichte
Erstmals erwähnt wurde das Dorf im Jahre 1544 als Haspelschid. Weitere Namen waren Haspelschille (1793) und Haspelchitt (1801).

### Bevölkerungsentwicklung
| Jahr      | 1793 | 1896 | 1954 | 1982 | 1990 | 1999 | 2006 | 2019 |
| Einwohner | 511  | 638  | 301  | 306  | 253  | 263  | 283  | 304  |

## Sehenswürdigkeiten
- Kirche Saint-Nicolas aus dem Jahr 1869

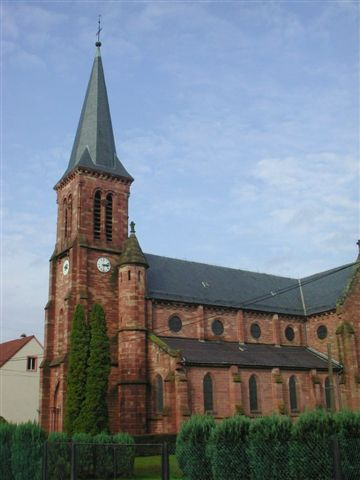
Kirche Saint-Nicolas